# Болдуин Парк (Калифорния)
Вижте пояснителната страница за други значения на Болдуин Парк.
Болдуин Парк (на англ. Baldwin Park) е град в окръг Лос Анджелис в щата Калифорния, САЩ. Болдуин Парк е с население от 75 837 жители (2000) и обща площ от 17,61 км² (6,80 мили²). Болдуин Парк получава статут на град на 25 януари 1956 г., което го прави 47-ия град в Калифорния по това време.